# 주택 금융 전문 회사
주택 금융 전문 회사(住宅金融専門会社)는 일본에서 개인의 주택 대출을 주로 취급하는 대금업, 비은행의 하나이다. 일본에서는 줄여서 '住專'(주전)이라고 부른다.

## 회사 목록
- 일본 주택 금융
- 모기지 서비스
- 일본 주택 대출
- 첫 주택 금융
- 주총
- 지방은행 생명보험 모기지
- 종합 주금
- 협동 모기지